# Марголин, Вениамин Савельевич
Вениами́н Саве́льевич (Беньямин Саулович) Марго́лин (17 июля 1922, Петроград ― 19 марта 2009, Санкт-Петербург) ― российский и советский трубач и педагог, профессор Санкт-Петербургской консерватории, заслуженный артист РСФСР.

## Биография
Игре на трубе начал учиться с 11-летнего возраста под руководством солиста оркестра Ленинградского театра оперы и балета И. М. Мещанчука-Чабана (1872—1942). Добившись значительного исполнительского мастерства, Марголин был принят в оркестр Кировского театра (несмотря на отсутствие академического образования). В 1947 он поступил в Ленинградскую консерваторию, где учился у А. Н. Шмидта, а после его кончины ― у М. С. Ветрова. С того же года и до 1974 Марголин ― солист оркестра Ленинградской филармонии под управлением Евгения Мравинского. За годы преподавания в консерватории воспитал большое количество трубачей ― солистов ведущих оркестров и лауреатов международных конкурсов. Среди его учеников — лауреат Международных конкурсов Владимир Алешков.
В кругу своих коллег и знакомых Вениамин Марголин был известен также своим поэтическим даром. Были опубликованы несколько сборников его стихов.
Вениамин Марголин скончался 19 марта 2009.
Похоронен на Смоленском православном кладбище Санкт-Петербурга.

## Награды
- Заслуженный артист РСФСР (1963)
- Заслуженный деятель искусств Российской Федерации